# 久松警察署
久松警察署（ひさまつけいさつしょ）は、警視庁が管轄する警察署の一つ。署員数およそ160名の小規模警察署であり、署長は警視。
警視庁第1方面に属し、中央区の東北部を管轄する。識別章所属表示はMG。

## 所在地
- 東京都中央区日本橋久松町8番1号
  - 最寄駅：都営地下鉄新宿線○浜町駅（S-10）

## 施設
- 代用監獄（留置施設）

## 管轄区域
中央区の東北部（旧日本橋区の東北部）を管轄している。
- 日本橋富沢町
- 日本橋人形町一・二・三丁目
- 日本橋小網町
- 日本橋蛎殻町一・二丁目
- 日本橋箱崎町
- 日本橋中洲
- 日本橋浜町一・二・三丁目
- 日本橋久松町
- 東日本橋一・二・三丁目
- 日本橋横山町
- 日本橋馬喰町一・二丁目

## 沿革
- 1875年（明治8年）12月2日：警視庁第一方面第五署開設。
- 1881年（明治14年）1月14日：久松警察署に改称。
- 1910年  (明治43年)12月：新馬橋警察署、堀留警察署を分割する。
- 1945年（昭和20年）5月17日：久松警察署、堀留警察署および新場橋警察署統合。日本橋警察署開設。
- 1948年（昭和23年）11月15日：久松警察署開設。日本橋警察署より独立開設。

## 組織
- 警務課
- 交通課
- 警備課
- 地域課
- 刑事組織犯罪対策課
- 生活安全課

## 交番
- 東日本橋交番（中央区日本橋馬喰町二丁目7番2号）
- 浜町交番（中央区日本橋浜町二丁目3番4号）
- 水天宮前交番（中央区日本橋蛎殻町二丁目4番2号）
- 箱崎交番（中央区日本橋箱崎町41番13号）
- 問屋橋交番（中央区日本橋久松町3番3号）